# Marc Disselhoff
Marc Disselhoff (Hilversum, 3 oktober 1964) is een Nederlands televisieregisseur.

## Levensloop

### Jeugd en opleiding
Disselhoff werd geboren in Hilversum en bezocht daar Het Nieuwe Lyceum en vervolgens de Media Academie.

### Loopbaan
Disselhoff begon in 1986 als regisseur bij het productiebedrijf van John de Mol jr., waar hij de tv-programma's Doet-ie 't of doet-ie 't niet, Rad van Fortuin, Prijzenslag, Soundmixshow, Surpriseshow en De 5 Uur Show regisseerde.  Tien jaar later stapte hij over naar "WolDiss Productions". In 2001 begon hij zijn eigen productiebedrijf. Hier regisseerde hij onder meer programma's voor De Zwakste Schakel, Idols, Beste Zangers, De Wereld van K3, De Rijdende Rechter, De Wereld Draait Door, Jan Smit in Concert, RTL Late Night en Kinderen voor Kinderen.